# 유량 (물리량)
유량은 단위시간 당 얼마만큼의 체적에 해당하는 액체가 이동했는지 나타낼 때 쓰는 개념이다.

## 하천 유량 산정
하천의 유량을 산정하는 방법엔 소단면의 평균 유속을 산정한 뒤 총단면 유량을 산정하는 방법, 부자를 이용하는 방법, 희석법을 이용하는 방법, 초음파 유속계를 이용하는 방법, Manning 공식을 이용하는 방법, 위어를 이용하는 방법, 오리피스를 이용하는 방법이 있다.

### 소단면 평균 유속을 산정한 뒤 총단면 유량을 산정하는 방법
우선 하천 종단면을 보고 수심에 따라 평균유속을 구한다. 사용되는 식은 다음 표에서 해당하는 수심에 따른 식을 쓰면 된다. 수심이 D라고 하면
| 측점 수 | 수심 범위(m) | 수면으로부터 관측지점                    | 평균유속 {\displaystyle {\bar {V}}}                                       |
| ------- | ------------ | ---------------------------------------- | ------------------------------------------------------------------------- |
| 1       | 0.3 - 0.6    | 0.6D                                     | {\displaystyle {\bar {V}}=V_{0.6D}}                                       |
| 2       | 0.6 - 3.0    | 0.2D, 0.8D                               | {\displaystyle {\bar {V}}=0.5(V_{0.2D}+V_{0.8D})}                         |
| 3       | 3.0 - 6.0    | 0.2D, 0.6D, 0.8D                         | {\displaystyle {\bar {V}}=0.25(V_{0.2D}+2V_{0.6D}+V_{0.8D})}              |
| 5       | 6.0 초과     | 0.3m, 0.2D, 0.6D, 0.8D 하상으로부터 0.3m | {\displaystyle {\bar {V}}=0.1(V_{S}+3V_{0.2D}+2V_{0.6D}+3V_{0.8D}+V_{B})} |

하천 횡방향으로는 소단면으로 나눈 뒤에 각 소단면마다 평균유속을 구한다. i번째 소단면의 단면적을 Ai, i번째 소단면에서의 평균유속을 {\displaystyle {\overline {V_{i}}}}라 하면 i번째 소단면에서의 유량 Qi는
{\displaystyle Q_{i}=A_{i}{\overline {V_{i}}}}
이것을 다 합치면 총단면 유량 Q가 된다.
{\displaystyle Q=\sum Q_{i}=\sum A_{i}{\overline {V_{i}}}}
하천의 폭에 따라 수심관측선과 유속관측선의 간격이 달라진다. 예를 들어 수면폭이 80-100m인 하천은 수심관측선은 5m마다, 유속관측선은 10m마다 하는 것으로 정한다. 여러 가지 수면폭으로 나누지만 여기서 일일이 나열하는 것은 생략한다.
소단면을 정하는 방법에는 중간단면적법(midsection method), 평균단면적법(mean section method)이 있다. 중간단면적법은 관측선이 소구간의 중앙에 있도록 하여 소구간을 분할하는 방법이다. 관측선에서의 평균 유속이 각 소단면에서의 평균유속이라고 가정하게 된다. 소단면 폭을 B로 나타내면 i 소단면의 유량은
{\displaystyle Q_{i}=A_{i}{\overline {V_{i}}}={\frac {B_{i-1}+B_{i}}{2}}D_{i}{\overline {V_{i}}}}
평균단면적법은 두 관측선 사이 면적에 대한 평균유속을 두 관측선 유속의 산술평균으로 가정하는 방법이다. i 소단면의 유량은
{\displaystyle Q_{i}=A_{i}{\overline {V_{i}}}=B_{i}{\frac {D_{i}+D_{i+1}}{2}}\times {\frac {V_{i}+V_{i+1}}{2}}}

### Manning 공식을 이용하는 방법
하천의 횡단면을 알고 있는 경우 Manning 공식을 이용하면 간편하게 평균유속과 유량을 구할 수 있다. n은 조도 계수, R은 경심, I는 동수 경사라 할 때,
{\displaystyle {\bar {V}}={\frac {1}{n}}R^{\frac {2}{3}}I^{\frac {1}{2}}}
조도계수는 비교적 최근에 만들어진 하도에 대해서는 낮은 값을 쓰고, 오래된 하도에 대해서는 높은 값을 선택하면 된다.

## 같이 보기
- 수표 (수리학)
- 수문학

## 참고 문헌
- 이재수 (2018). 《수문학》 2판. 구미서관. ISBN 9788982252914.
- 송재우 (2012). 《수리학》 3판. 구미서관. ISBN 978-89-8225-857-2.
- 김경호 (2010). 《수리학》 1판. 한티미디어. ISBN 978-89-6421-019-2.